# Kampinos (Varsovie-ouest)
Kampinos [kamˈpinɔs] est un village polonais, situé dans la Powiat de Varsovie-ouest et dans la voïvodie de Mazovie dans le centre-est de la Pologne.
Il est le chef-lieu (siège administratif) de la gmina de Kampinos.
Il se situe à environ 8 kilomètres à l'est de Sochaczew et à 38 kilomètres à l'ouest de Varsovie.
Le village a une population de 723 habitants en 2005.
Le village se trouve à la lisière sud de la forêt de Kampinos, qui est protégée en tant que parc national (Parc national de Kampinos) et a été désigné réserve de biosphère par l'UNESCO.